# Octophialucium neustona
Octophialucium neustona is een hydroïdpoliep uit de familie Malagazziidae. De poliep komt uit het geslacht Octophialucium. Octophialucium neustona werd in 2007 voor het eerst wetenschappelijk beschreven door Xu, Huang & Guo. 